# Supercopa sueca de futbol
La Supercopa sueca de futbol (Supercupen en suec) és una competició futbolística sueca que és disputada entre els campions de l'Allsvenskan i la Svenska Cupen. Es disputa a l'inici de la temporada. Fou disputada per primer cop el 2007. Es disputa tant en categoria masculina com femenina.

## Historial

### Masculina
| Temporada | Campió           | Marcador | Finalista       | Seu                   |
| --------- | ---------------- | -------- | --------------- | --------------------- |
| 2007      | IF Elfsborg (1)  | 1 - 0    | Helsingborgs IF | Borås Arena, Borås    |
| 2008      | IFK Göteborg (1) | 3 - 1    | Kalmar FF       | Ullevi, Göteborg      |
| 2009      | Kalmar FF (1)    | 1 - 0    | IFK Göteborg    | Fredriksskans, Kalmar |

### Femenina
| Temporada | Campió      | Marcador | Finalista     | Seu                       |
| --------- | ----------- | -------- | ------------- | ------------------------- |
| 2007      | Umeå IK (1) | 3 - 1    | Linköpings FC | Idrottsparken, Norrköping |